# 聖セシリア女子中学校・高等学校
聖セシリア女子中学校・高等学校（せいせしりあじょしちゅうがっこう・こうとうがっこう、英: St. Cecilia Girls' Junior & Senior High School）は、神奈川県大和市に所在する私立女子中学校・高等学校である。設置・運営は学校法人大和学園。カトリック系のミッションスクールである。

## 概要
1929年（昭和4年）、カトリック信者である伊東静江により大和学園女学校が設立される。伊東は、教育には信仰と自然の恵みが欠かせぬという信念の下、土に親しみ自然に触れる中で神の摂理を識ることを教育理念に掲げた。学園の名称は「やまとなでしこ」に由来するとされている。
伊東は1938年（昭和13年）には渡米して視察し、婦人の自覚と向上のための盛んな執筆活動を続け、国際的視野に立つ学園のあり方を追求した。
戦時中は廃校同然の状況に追い込まれたが、1945年（昭和20年）3月、「食料増産」を謳い大和学園「大和女子農芸専門学校」を設立（女子の農業（旧制）専門学校は我が国でも珍しい）。新制となり、1947年大和学園中学校開校、1948年大和学園高等女学校が大和学園女子高等学校となる。
1971年、創立者伊東静江が帰天し、伊東静江の次女である伊東千鶴子が新学園長に就任する。熱心なカトリック信者である千鶴子は、翌1972年に「信じ、希望し、愛深く」を学園の校訓として掲げた。1979年（昭和54年）、創立50周年を機に、校称を「聖セシリア」に変更した。
2013年（平成25年）、高等学校からの生徒募集を停止したが、2020年（令和2年）から高校募集を再開している。
聖セシリア小学校（1932年創立、共学）から例年15名前後、中学校から高校へ100名前後が内部進学している。

## 設立の経緯

### 所在地
所在地は、南林間駅からも中央林間駅からも徒歩で行ける線路に面した位置にある。これは、創立者伊東静江の父は、小田原急行鉄道（現：小田急電鉄）創立者である利光鶴松であり、利光が社長を務める小田原急行鉄道は「林間都市」開発に着手していた。小田急江ノ島線開通と合わせるようにして、大和学園女学校は神奈川県高座郡大和村下鶴間（現在地、現在の大和市南林間）に開設された。

### キリスト教との関わり
日本のほとんどのミッションスクールは設立母体が修道会となっているのに対して、大和学園は信徒使徒職（一信徒が使命感に基づいて開設した）の学園である。このために、修道女（シスター）はいない。
また、「カトリック」であることの象徴として、聖体の安置には教会からの許可が必要である。静江は学園創設以来長らく許可を求めており、信徒使徒職の学園には難しいこととされていたが、1969年（昭和44年）にローマ教皇庁からの許可が下りた。1969年1月22日に荒井勝三郎カトリック横浜司教区司教の司式による荘厳なミサが行われ、聖体の安置がなされた。
現在、運営する学校法人大和学園は、日本カトリック学校連合会傘下の日本カトリック小中高連盟などに加盟している。多くのカトリック司祭の関わりのもとでカトリックの精神や教育理念が大切にされている。

### 聖女「聖セシリア」
聖セシリアは、キリスト教で音楽の聖女として古くから最も崇められてきた、殉教者の一人である。その美しい響きと清純、明快なイメージが学校の校風を象徴するものとして、幼稚園から高等学校、短期大学の校称を、それを冠したものに改称した。
それを讃えて、音楽、芸術、舞踊の教育にも力を入れて取り組んでいる。
カトリック教会では、11月22日が聖セシリアの祝日となっている。当学園ではその日を聖セシリア記念日と定め祝日とし、前日に例年盛大な記念ミサを開催している。

## 沿革
- 1929年 伊東静江により大和学園を創立。大和学園女学校開校。
- 1930年 大和学園高等女学校に改称。
- 1947年 大和学園中学校開校。
- 1948年 大和学園高等女学校を大和学園女子高等学校と改称。
- 1980年 聖セシリア女子中学校・聖セシリア女子高等学校と改称。
- 2013年 高等学校からの生徒募集を停止し、完全中高一貫校化[3]。
- 2020年 高等学校からの生徒募集を再開。

## 象徴

### 校章
盾の右側に "St. Cecilia" が刻まれ、左側の下へ流れる3本の線は信・望・愛の精神を表したものとなっている。

### 制服
2007年度入学生より、制服が改定された。清楚で素朴な本校のイメージを表現している。
正装・標準服・夏服がある。普段は、正装や標準服のシャツやスカートを自由にコーディネートして着用できる。
正装はブレザーが紺に白のパイピングが目立つ、個性的な意匠である。イギリスのトラディショナルスタイルをとり入れている。
標準服・夏服の紺のセーター・ベストには、ワンポイント、アーガイル柄の刺繍が入っている。
ソックスは正装・標準服ではブルー、夏服ではホワイトである。
付けるリボンの色は、中学はえんじ、高校はブルーで区別している。

## 教育

### 編成
1学年4クラスで、中学は1クラス約30名、高校は1クラス約35名である。目が行き届くように少人数教育を行っている。
高等学校の設置学科は普通科のみである。

### 課業
週5日制を基本としているが、土曜日には補習（指名制）や講習（希望制）などの無料の「土曜講座」が行われている。土曜日に学校行事や定期テスト、課外活動が実施されることもある。

### カリキュラム
- 中3の英語・数学、高校からは英語・数学・古典で習熟度別授業を実施している。そのクラスは定期テストごとに入れ替わる。
- 「キャリアプログラム」（進路学習）が中1から実施されている。
- 高2よりコース別選択制となる。
- 中1,2の「イングリッシュ エクスプレス」（週1時間）では、英語芸術学校マーブルズとの連携により、英語の歌を歌い、台詞を覚え、ダンスも加えて、年2回、英語でのミュージカル発表を行う。語学とともに、表現力や協調性を育む。
- 高3で、発表で展開する「教養選択科目」（平和学習、外国事情、宗教、詩を読む、女性史、環境科学、食生活、自然科学史、アンサンブルなど）が設定されている。

## 部活動
希望制であるが、中学生は全員参加を推奨されている。高3の5月まで部活動を継続している者は90%を超える。
なお、学業不振だと補習が優先となる。
活動日数は原則週4日までであるが、活動する曜日が重ならなければ兼部も認められている。
他校にあまりない部があったり盛んであったりする。
バレエ部
クラシックバレエを行う部が中高であるのはめずらしい。ただし正確には課外活動で、学費とは別に月謝が発生する。校内にバレエ用スタジオがある。併設の小学生、幼稚園生も併せて参加する。
外部の有名なバレエ団の一流のダンサーの指導が受けられる。そのために聖セシリアへの入学を決め、遠方から引っ越してきたという家庭もある。
バレエ部から宝塚音楽学校に合格した者もいる。
ギター・マンドリンクラブ
2011年創部。創部5年目で全国大会出場を果たしており、全国レベルの強豪となっている。
2024年度は全国高等学校ギター・マンドリン音楽コンクールで優秀賞（全国5位に相当）を受賞している。

## 入試
中学入試は2月1～3日にそれぞれ実施しており、計100名強程度を募集している。B方式で2022年度より「英語表現入試」という、身体を使って英語で表現するというユニークな選考を実施している。また、12月に帰国生入試を実施している。	
高校からは、推薦入試で15名、一般入試で15名の計30名を募集している。

## 交通アクセス
- 南林間駅より徒歩5分。
- 中央林間駅より徒歩10分。

## 出身者
- 黒崎彩子（声優）
- 北井裕子（馬術選手）

## その他
- 学園全体の施設と緑豊かな環境に対して、第6回（1998年度）大和市街づくり賞[事例部門]＜まちのグッドデザイン賞＞を受賞している[9]。
- cbiというスウェーデンの有名家具メーカーのパンフレットや雑誌近代建築にも掲載された。

## 系列学校
- 聖セシリア小学校（共学）
- 聖セシリア幼稚園

さらに、別法人で旧聖セシリア女子短期大学の隣にモニカ保育園がある。（以上の学校は神奈川県大和市にある）
- 聖セシリア喜多見幼稚園（東京都世田谷区喜多見）